# Rondeau (danse)
Pour les articles homonymes, voir Rondeau.
En danse traditionnelle, le rondeau est une danse de Gascogne apparentée aux branles de la
Renaissance (et plus anciennement aux caroles - rondes chantées - du Moyen Âge), pratique dont
toutes les régions de France ont connu l'usage (XVe et XVIe siècles). Il existe plusieurs formes de rondeau selon la zone géographique : 
- dans les Landes les danseurs forment des chaînes de 4 ou 5 danseurs ;
- dans le sud de la Gironde, le nord des Landes et le nord-ouest du département de Lot-et-Garonne, les danseurs dansent en couple ; le style de la danse est glissé et chaloupé ;
- dans le Gers le rondeau se danse à deux et son style est plus vif que dans le nord ;
- enfin, en Lomagne, on trouve une forme de danse intermédiaire entre la forme landaise (chaînes de 4 ou 5 danseurs) et la forme gersoise, à laquelle elle emprunte le pas.

En Belgique, le rondeau est une danse traditionnelle effectuée lors des festivités carnavalesques. Les danseurs se tiennent par la main et forment un grand cercle. Par exemple, les gilles de Binche dansent le rondeau. Tous les 5 ans depuis 1981, un rondeau rassemble les géants à la fin de la Ducasse d'Ath.

## Historique
Le rondeau était dansé régulièrement en Gascogne jusqu’à la Première Guerre mondiale, et parfois même jusque dans les années 1930. Mais il connut par la suite un grand déclin jusque dans les années 1970 et le renouveau de la danse traditionnelle. À ce moment-là, des chercheurs et des passionnés de danse se sont attachés à remettre le rondeau à la mode. Aujourd’hui, il est régulièrement dansé dans les bals traditionnels et les bals folk et fait l’objet de cours d’apprentissage. Les deux formes en couple et en chaine sont dansées, ainsi que certaines manières particulières (rondeau de Samatan notamment)

## Description de la danse
Le rondeau se pratique en chaîne ouverte de plusieurs personnes (héritage des branles) ou à deux selon les versions. La danse se fait en cercle, dans le sens des aiguilles d’une montre, et est accompagnée de chants ou de musique instrumentale. Le rondeau se compose de deux types de pas, les longs et les brefs. La danse est formée d’une combinaison de pas longs et brefs. 
On retrouve toujours dans le rondeau actuel certains aspects des branles d’autrefois, que ce soit dans le rondeau à plusieurs ou en couple.

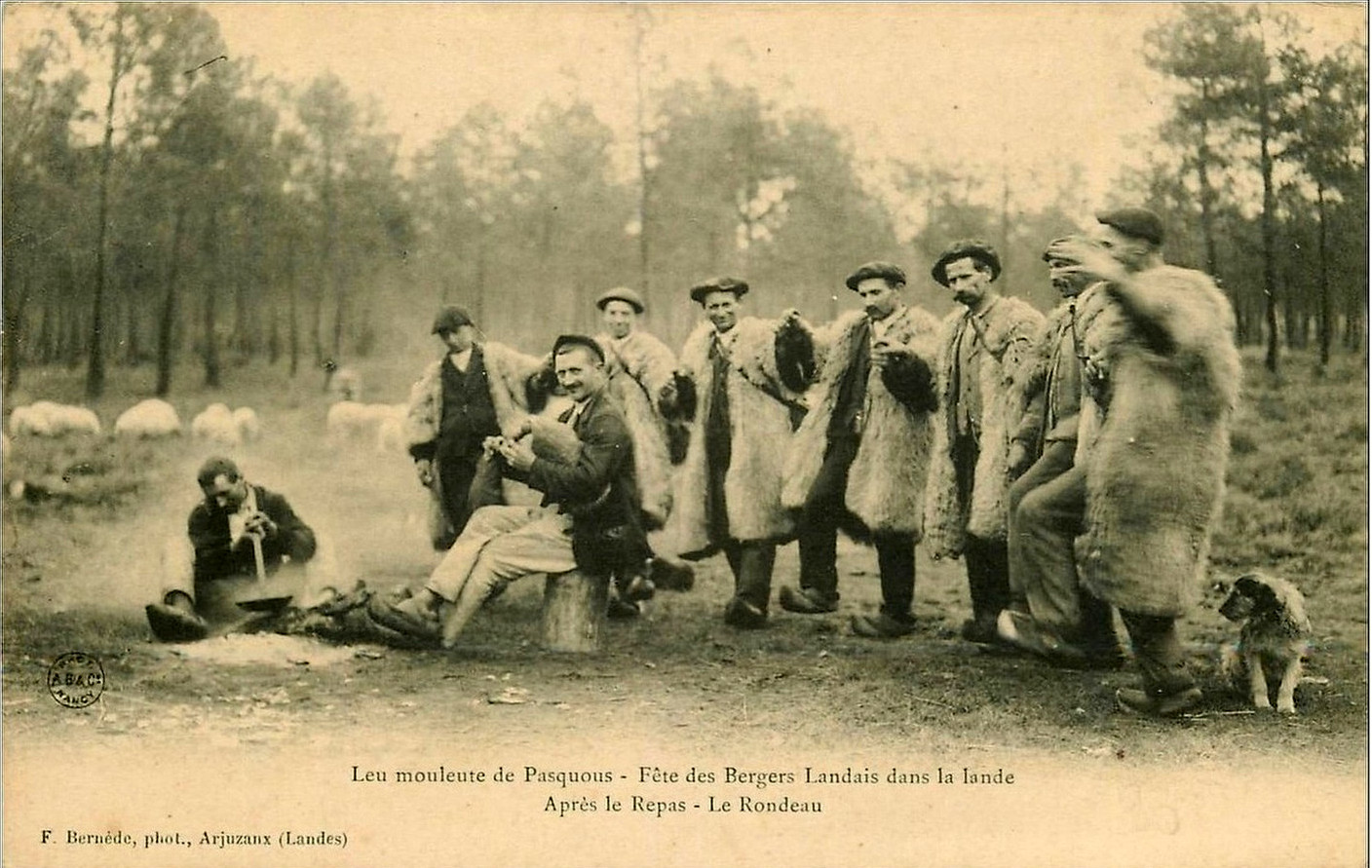
Bergers landais dansant le rondeau après leur repas au son de la boha.